# Midot

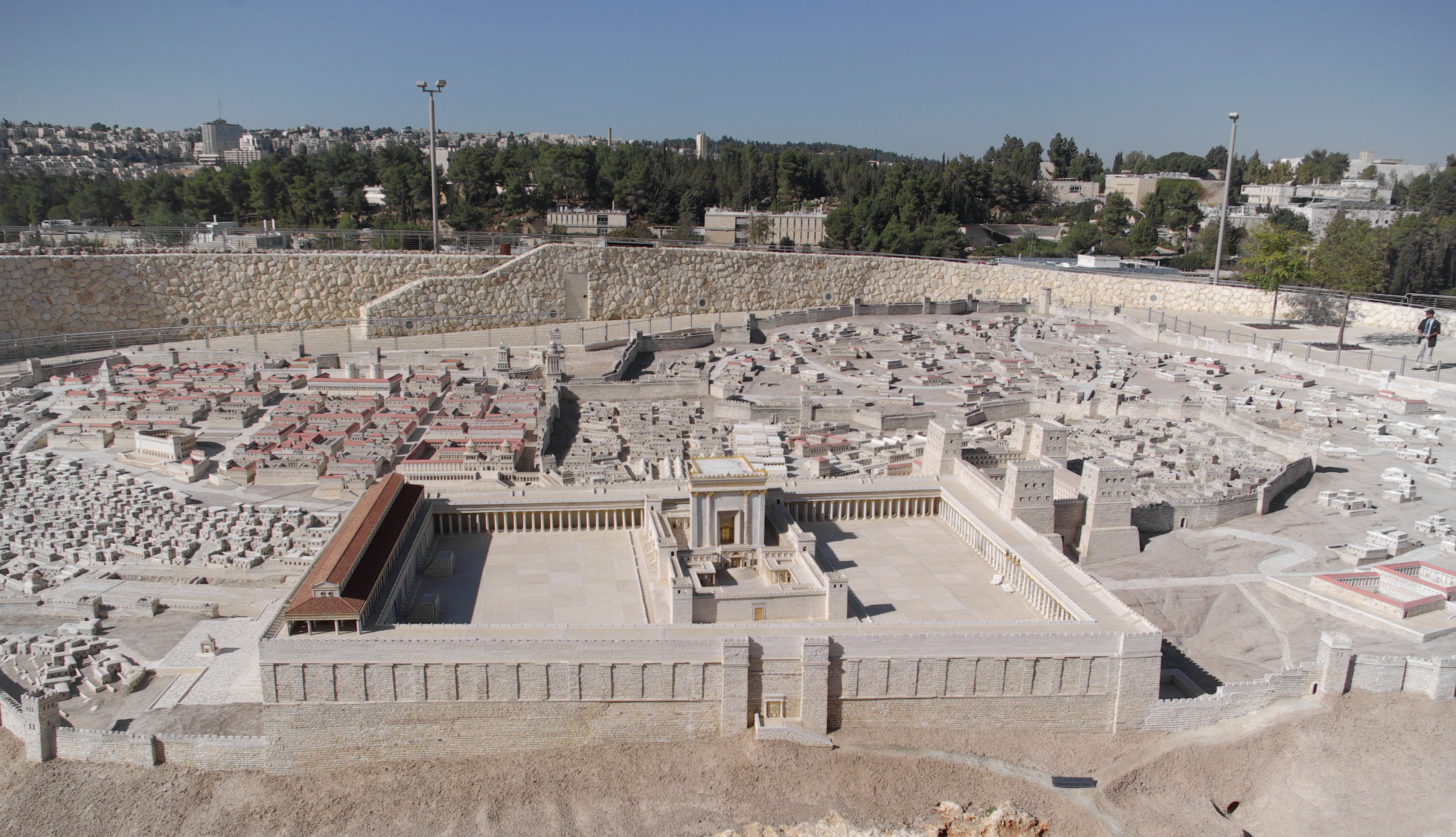
Maquette van de tweede tempel in Jeruzalem (na de restauratie door koning Herodes I)

Midot (Hebreeuws: מידות, letterlijk maten) is het twaalfde traktaat (masechet) van de Orde Kodasjiem (Seder Kodasjiem) van de Misjna.
Het vijf hoofdstukken tellende traktaat gaat over de afmetingen en de inrichting van de Tempel in Jeruzalem, zijn hoven, poorten, hallen en het altaar.
Het traktaat komt noch in de Jeruzalemse noch in de Babylonische Talmoed voor en kent aldus geen Gemara (rabbijns commentaar op de Misjna).